# بوبي فريمان (موسيقي)
بوبي فريمان (بالإنجليزية: Bobby Freeman)‏ هو موسيقي ومغني أمريكي، ولد في 13 يونيو 1940 في سان فرانسيسكو في الولايات المتحدة، وتوفي في 23 يناير 2017 في دالي سيتي في الولايات المتحدة.

## وصلات خارجية
- بوبي فريمان على موقع IMDb (الإنجليزية)
- بوبي فريمان على موقع ميوزك برينز (الإنجليزية)
- بوبي فريمان على موقع قاعدة بيانات برودواي على الإنترنت (الإنجليزية)
- بوبي فريمان على موقع أول ميوزيك (الإنجليزية)
- بوبي فريمان على موقع ديسكوغز (الإنجليزية)
- بوبي فريمان على موقع ديسكوغز (الإنجليزية)